# Milward Patch
Milward Patch ist eine mit Kelp bewachsene Untiefe vor der nordwestlichen Spitze Südgeorgiens. Sie liegt 1,5 km nördlich des östlichen Teils von Bird Island.
Wissenschaftler der britischen Discovery Investigations kartierten sie 1930 und benannten sie nach C. A. Milward, leitender Offizier an Bord des Schiffs 
RRS William Scoresby bei den für die Kartierung erforderlichen Vermessungsarbeiten.